# The Con X: Covers
The Con X: Covers är ett coveralbum där olika artister tolkar låtarna från Tegan and Saras album The Con. Det släpptes den 20 oktober 2017 på Warner Bros. Records som en 10-årshyllning av The Con.

## Låtlista
Alla låtar är skrivna och komponerade av Tegan and Sara. 
| Nr  | Titel                 | Framförd av     | Längd |
| --- | --------------------- | --------------- | ----- |
| 1.  | I Was Married         | Ruth B.         | 1:34  |
| 2.  | Relief Next to Me     | Muna            | 2:57  |
| 3.  | The Con               | Shura           | 4:25  |
| 4.  | Knife Going In        | Mykki Blanco    | 3:20  |
| 5.  | Are You Ten Years Ago | PVRIS           | 4:40  |
| 6.  | Back in Your Head     | Ryan Adams      | 3:11  |
| 7.  | Hop a Plane           | City and Colour | 2:41  |
| 8.  | Soil, Soil            | Kelly Lee Owens | 2:19  |
| 9.  | Burn Your Life Down   | Bleachers       | 2:40  |
| 10. | Nineteen              | Hayley Williams | 4:11  |
| 11. | Floorplan             | Sara Bareilles  | 3:48  |
| 12. | Like O, Like H        | Shamir Bailey   | 2:35  |
| 13. | Dark Come Soon        | Trashique       | 3:00  |
| 14. | Call It Off           | Chvrches        | 5:00  |